# Geekcorps

Logo

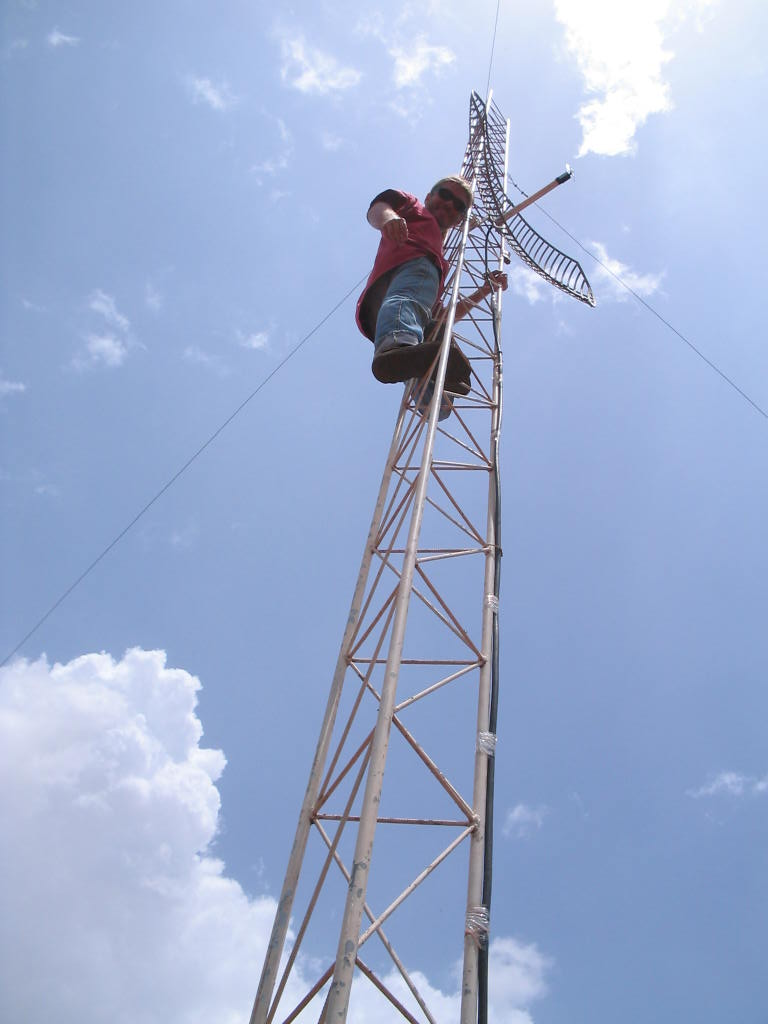
Un volontaire de Geekcorps installant une antenne Wi-Fi au Mali

Geekcorps est une organisation non gouvernementale qui envoie des personnes avec des compétences techniques vers le Tiers monde pour contribuer au développement de leur infrastructure informatique. C'est une subdivision de l'IESC (en) basée à Washington aux États-Unis pour promouvoir la croissance économique dans les pays en voie de développement par l'envoi de volontaires hautement qualifiés techniquement pour enseigner aux communautés comment utiliser les technologies de l'information et de la communication innovantes et accessibles pour résoudre les problèmes liés au développement.
2005, Geekcorps est surtout présent au Mali, avec le siège à Bamako. Ce projet travaille surtout avec des radios du Mali, mais il y a aussi des efforts pour développer le contenu aux langues africaines, notamment le Wikipedia en bambara.